# 梅諾卡島戰役
梅諾卡島戰役（Battle of Minorca）是英國與法國海軍於1756年5月20日在地中海梅諾卡島近海爆發的一場衝突，屬於七年戰爭的一部分。英方艦隊由海軍將領約翰·拜恩指揮，意圖解救被圍困的聖菲利普堡。

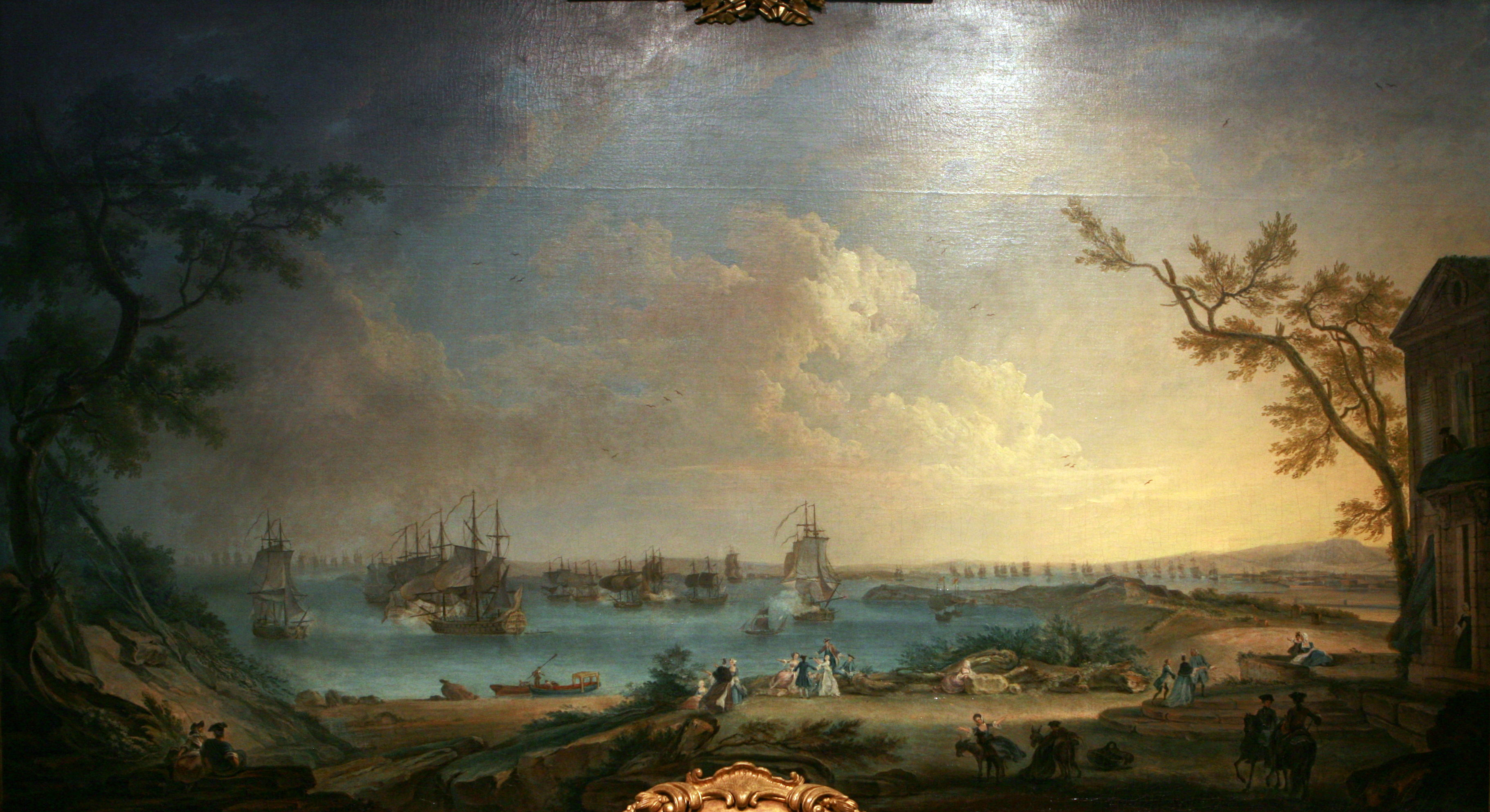
梅諾卡島戰役

英軍遭到法軍重創，約翰·拜恩下令艦隊撤退至直布羅陀。由於無法解救聖菲利普堡，梅諾卡島六月底落入法軍手中。約翰·拜恩1757年受到軍法審判，以未盡全力作戰為由處決。

## 資料
- Anderson, Fred. Crucible of War: The Seven Years' War and the fate of Empire in British North America, 1754-1766. Faber and Faber, 2000.
- Brown, Peter Douglas. William Pitt, Earl of Chatham: The Great Commoner. George Allen & Unwin, 1978.